# Townsend (Wisconsin)
Townsend es un pueblo ubicado en el condado de Oconto en el estado estadounidense de Wisconsin. En el Censo de 2010 tenía una población de 979 habitantes y una densidad poblacional de 8,9 personas por km².

## Geografía
Townsend se encuentra ubicado en las coordenadas 45°20′10″N 88°38′13″O / 45.33611, -88.63694. Según la Oficina del Censo de los Estados Unidos, Townsend tiene una superficie total de 109.97 km², de la cual 101.19 km² corresponden a tierra firme y (7.98%) 8.77 km² es agua.

## Demografía
Según el censo de 2010, había 979 personas residiendo en Townsend. La densidad de población era de 8,9 hab./km². De los 979 habitantes, Townsend estaba compuesto por el 96.83% blancos, el 0.1% eran afroamericanos, el 2.15% eran amerindios, el 0.2% eran asiáticos, el 0% eran isleños del Pacífico, el 0% eran de otras razas y el 0.72% pertenecían a dos o más razas. Del total de la población el 0.51% eran hispanos o latinos de cualquier raza.